# Anžejs Pasečņiks

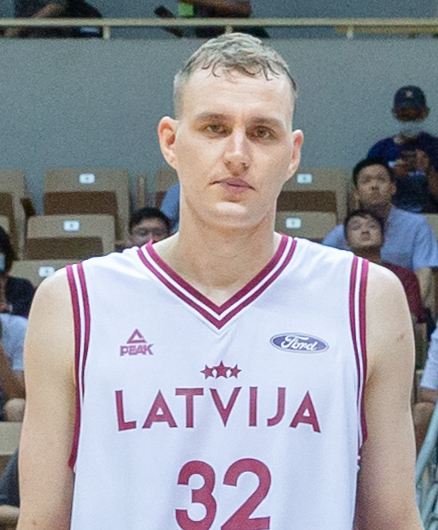
Anžejs Pasečņiks, 2023.

Anžejs Pasečņiks, född 20 december 1995 i Riga, är en lettisk professionell basketspelare (C) som spelar för Milwaukee Bucks i National Basketball Association (NBA). Han har tidigare spelat för Washington Wizards.
Pasečņiks har också spelat som proffs i bland annat Frankrike, Lettland och Spanien.
Han draftades av Orlando Magic i första rundan i 2017 års draft som 25:e spelare totalt.